# Maybach DSH
La Maybach DSH era un'autovettura di lusso prodotta dal 1934 al 1937 dalla casa automobilistica tedesca Maybach-Motorenbau.

## Storia e profilo
La DSH non fu altro che un'evoluzione della W6 che andò a sostituire: di quest'ultima vennero mantenuti il telaio e la meccanica telaistica. Su una base in acciaio stampato con profilo a U, che conserva tra l'altro la stessa misura di passo, ritroviamo quindi le classiche sospensioni ad assale rigido con molle a balestra semiellittica e l'impianto frenante a quattro tamburi con comando a cavo e con servofreno a depressione Bosch-Dewandre. Già collaudato era anche il cambio semiautomatico a 3 rapporti più due marce di riposo.

La vera novità era rappresentata dal nuovo motore a 6 cilindri in linea da 5184 cm³ alimentato mediante due carburatori doppio corpo Solex e con distribuzione a un asse a camme laterale con valvole in testa. Tale motore, che aveva la caratteristica di possedere le canne amovibili, arrivava a erogare una potenza massima di 130 CV a 3200 giri/min, consentendo così alla vettura di raggiungere una velocità massima compresa tra i 135 e i 140 km/h a seconda delle carrozzerie con cui il telaio veniva "vestito".

Anche la DSH, come la W6, non ottenne un grande successo di vendite, neppure considerando l'elevato lignaggio della vettura. Per quanto riguarda le cifre di produzione, le fonti sono contrastanti, poiché alcune dichiarano una produzione di non più di 50 esemplari, mentre arrivano a dichiararne circa 140.

In ogni caso, la DSH verrà sostituita nel 1937 dalla Maybach SW38, evoluzione di una gamma introdotta due anni prima con la nascita della SW35.